# Vuitanta-tres
El vuitanta-tres o huitanta-tres és un nombre natural que segueix el vuitanta-dos i precedeix el vuitanta-quatre. És un nombre primer que s'escriu 83 o LXXXIII segons el sistema de numeració emprat.

## En altres dominis
- És el nombre atòmic del bismut.[1]
- Designa l'any 83 i el 83 aC.
- És també un nombre primer de Sophie Germain, després del cinquanta-tres i abans del vuitanta-nou.[2]